# Big Smile娛樂
Big Smile娛樂（韓語：빅스마일 엔터테인먼트，英語：Big Smile Entertainment），韓國娛樂經紀公司。

## 旗下藝人

### 男演員
- 金永宰（2021年—）
- 羅門（2022年1月—）[1]
- 池承俊（2023年5月—）[2]

### 女演員
- 金怡景（朝鲜语：김이경 (1997년)）（2021年10月—）[3]
- 鄭多恩（2022年1月—）[4]
- 李高恩（2022年1月—）[5]
- Roco（2022年12月—）[6]
- 申瑟琪（2023年4月—）[7]

## 外部連結
- 官方网站
- Big Smile娛樂的Instagram帳戶
- Big Smile Entertainment的NAVER blog （页面存档备份，存于）